# Майсурян, Николай Александрович
Никола́й Алекса́ндрович Майсурян (30 октября [11 ноября] 1896, Тифлис (ныне Тбилиси) — 22 ноября 1967, там же) — советский учёный-растениевод и селекционер, педагог. Академик ВАСХНИЛ (1958), член-корреспондент АН Армянской ССР (1945), профессор (1934), доктор сельскохозяйственных наук (1944). Профессор Тимирязевской сельскохозяйственной академии (Москва; ныне РГАУ – МСХА), с которой был связан почти 40 лет — с 1928 года, один из ведущих её учёных, с 1958 года заведующий там кафедрой растениеводства, в 1941—61 гг. декан агрономического факультета. «Один из самых ярких патриотов Тимирязевки», — называл Майсуряна её ректор В. М. Баутин в 2007 г. Дважды кавалер ордена Ленина.

## Биография
Сын известной армянской актрисы XIX — начала XX веков Ольги Майсурян (1861—1931). Участвовал в Первой мировой войне, офицер в действующей армии на Кавказе.
Окончил Тифлисский политехнический институт (1922).
Работал лаборантом Контрольно-семенной лаборатории Тифлисского ботанического сада (1921—1922), ассистентом кафедры частного земледелия Тифлисского политехнического института (1922—1928), одновременно заведующим отделом агропомощи Закавказского хлопкового комитета (1925—1927).
На протяжении двух лет, с 1927 г., Н. А. Майсурян вёл исследовательскую работу под началом Д. Н. Прянишникова, заведовавшего кафедрой частного земледелия МСХА, который в 1929 году пригласил его занять место ассистента этой кафедры.
В Тимирязевской сельскохозяйственной академии: с 1928 г. ассистент, с 1932 г. доцент, с 1934 г. профессор, с 1941 г. профессор и с 1958 по 1967 год заведующий кафедрой растениеводства (являлась одной из крупнейших кафедр академии), в 1941—1961 гг. декан агрономического факультета. Одновременно заведующий кафедрой растениеводства Всесоюзной академии соцземледелия (1932—1941).
Ученик Д. Н. Прянишникова, подготовил более 60 кандидатов наук.
Член КПСС с 1953 года.
Вывел ряд сортов сои (Тимирязевская 1 и Северянка), чумизы, ячменя (Тимирязевский 85), алкалоидного и безалкалоидного люпина (Северный 3, Ранний 79, Краснолистный 54), два гибридных сорта сахарной свеклы (триплоидной) и один триплоидный гибрид сахарно-кормовой свеклы. Основные труды по систематике и биологии зерновых и зернобобовых культур, морфологии семян и плодов сорных растений, теории сортирования семян культурных растений. Разработал методы дефолиации зернобобовых культур, биолого-физиологические основы растениеводства, вопросы экологической физиологии полевых культур. Создал научную школу исследователей люпина и возглавил селекцию этой культуры в Тимирязевской академии. В 1950-е годы на основе теоретического вывода («самые репродуктивные семена имеют большую плотность») разработал метод отбора по плотности самых тяжёлых семян в солевых растворах, что давало прибавку к урожаю в 15-20 % по сравнению с контролем.
Опубликовал около 300 научных трудов, в том числе 37 книг и брошюр, включая зарубежные издания. Свободно говорил по-французски, читал практически на всех основных европейских языках. Вице-президент общества «СССР-Франция». Президент сельскохозяйственной секции Союза Советских обществ дружбы и культурной связи с зарубежными странами.
Принял активное участие в научной и общественной реабилитации Николая Вавилова. Одним из первых после юридической реабилитации Н. И. Вавилова стал публиковать биографические материалы о нём. 8 июля 1966 года по инициативе Н. А. Майсуряна и Марка Поповского последовало Постановление Президиума АН СССР № 476, в котором было предложено создать комиссию по изучению наследия академика Вавилова. Его имя вернулось в учебники, были переизданы его труды. Н. А. Майсурян выступал как активный защитник научного наследия Вавилова, он так оценивал его деятельность: «Истинным подвигом Н. И. Вавилова-учёного были его выдающиеся научные исследования и созданные им теории. Подвигом путешественника были его научные экспедиции. Подвигом было его блестящее руководство крупнейшими научными учреждениями… Вавилов — один из тех немногих на земном шаре людей, вокруг имени которых потомки слагают легенды». Выступая в защиту открытого Н. И. Вавиловым закона гомологических рядов и отвечая на упрёки, что этот закон «ограничивает эволюцию живого мира строгими рамками, а потому не может быть всеобщим и объективным», Майсурян замечал, что тот же упрёк обращали в своё время и к закону периодической системы элементов, выведенному Менделеевым.
Последние десятилетия жил и работал в Москве, скончался в Тбилиси, куда прибыл на научную конференцию. Похоронен на Армянском кладбище в Москве. На здании Тимирязевской академии в Москве по Лиственничной аллее установлена (20 декабря 2006 года, в день завершения Года Армении в России) мемориальная доска в память Н. А. Майсуряна, с текстом: «Здесь с 1928 по 1967 год работал выдающийся учёный растениевод, академик ВАСХНИЛ, профессор Майсурян Николай Александрович».
Семья
- Супруга — Анаида Иосифовна Атабекова (1903—1991)[19], также доктор наук и профессор Тимирязевки. Принадлежала к известному карабахскому княжескому роду Атабекян (Атабековых), дочь Иосифа Атабекова. Являлась ученицей Николая Вавилова, автором мемуарных очерков о нём. В соавторстве с А. И. Атабековой Н. А. Майсурян написал и опубликовал ряд научных трудов.
  - Сын — Александр (5.10.1931 — 6.11.2013) — доктор биологических наук, профессор[20][21].
    - Внук — Александр (род. 1969)[22].

### Награды
- два ордена Ленина (1953, 1965)
- орден Трудового Красного Знамени (1945)
- 4 медали СССР
- 2 медали ВСХВ
- диплом почёта ВДНХ (1965)

## Основные сочинения
Научные труды
- Избранные сочинения. — М.: Колос, 1970. — 576 с. — 3000 экз.
- Биологические основы сортирования семян по удельному весу. — М.: тип. Оборонгиза, 1947. — (Моск. с.-х. акад.: Тр. – Вып. 37). — 3000 экз.
- Зерновые злаки. — М.—Л.: Сельхозгиз, 1933. — 6000 экз.
- Зимостойкость сельскохозяйственных культур. — М., 1960.
- Значение улучшенных семян в хлопководстве. — Тифлис: Закавказский хлопковый ком, 1926.
- Культура зернобобовых растений. — М.: Колос, 1947. — 1500 экз.
- Люпин. — М.: Колос, 1974. — 3000 экз..
- Определитель главных сорных растений Закавказья по семенам и плодам. — Тифлис: Гос. Тифлисский Политехнический институт имени В. И. Ленина, 1927.
- Определитель семян и плодов сорных растений. — М.: Колос, 1978. — 25 000 экз.
- Полеводство. Лабораторно-практические занятия. — М.: Просвещение, 1964. — 7000 экз.
- Практикум по растениеводству. — 6-е изд. — М.: Колос, 1970. — 446 с. — 28 000 экз.
- Проблема растительного белка. — М.: Издательство Министерства сельского хозяйства СССР, 1957.
- Прогрессивные способы посева зерновых культур. — М.: Издательство Министерства сельского хозяйства СССР, 1959. — 2500 экз.
- Растениеводство. — М.: Колос, 1971. — 60 000 экз.
- Резервы увеличения производства зерна в СССР. — М.: Знание, 1962. — 10 000 экз.
- Руководство по морфологии и систематике полевых культур. — М.: Мосполиграф, 1932. — 6000 экз.
- Селекция и семеноводство кормового люпина. — М.: Колос, 1964. — 1700 экз.
- Семеноводство люпина. — М.: Издательство Министерства сельского хозяйства СССР, 1956. — 5000 экз.
- Уход за растениями. — М.: Молодая гвардия, 1950. — 50 000 экз.

Воспоминания
- Записки декана. — М.: издательство ФГОУ ВПО РГАУ-МСХА, 2005. — 148 с.
- «Мои воспоминания», в сборнике: Ольга Майсурян. — Ереван: Издательство Академии наук Арм. ССР, 1961.